# Cotycuara viridis
Cotycuara viridis är en skalbaggsart som beskrevs av Maria Helena M. Galileo och Martins 2005. Cotycuara viridis ingår i släktet Cotycuara och familjen långhorningar.
Artens utbredningsområde är Costa Rica. Inga underarter finns listade i Catalogue of Life.